# Evie Greene
Evie Greene, nome completo, Edith Elizabeth "Evie" Greene (Portsmouth, 1875 – Portsmouth, 11 settembre 1917), è stata un'attrice e cantante britannica molto popolare a cavallo tra l'Ottocento e il Novecento.

## Biografia
Attrice e cantante di spicco, era una star delle scene londinesi e poi anche di Broadway. Il suo ruolo più celebre resta quello di Dolores, la protagonista di Florodora, commedia musicale edoardiana di fine Ottocento che incontrò un enorme successo di pubblico. Il musical restò a lungo in scena anche nei primi anni del Novecento con centinaia di repliche e varie riprese sia a Londra che a New York.

## Spettacoli teatrali
- Florodora, di Owen Hall (Londra, 11 novembre 1899-1901)
- A Country Girl (Londra, 18 gennaio 1902)
- The Duchess of Dantzic (Broadway, 16 gennaio 1905-15 aprile 1905)